# STX Entertainment
STX Entertainment är ett amerikanskt oberoende underhållnings- och mediaföretag. Studion grundades i mars 2014 av filmproducenten Robert Simonds och producerar film-, tv- och digitala medieprojekt.

## Långfilmer
| Releasedatum | Filma                    | Samproduktion med |
| ------------ | ------------------------ | --- |
| 2016         | Hardcore                 | Huayi Brothers Pictures, Bazelevs, Versus Pictures                                                                             |
| 2016         | The Edge of Seventeen    | Huayi Brothers, Tang Media Productions, Gracie Films, Virgin Produced                                                          |
| 2017         | Breathe                  | Participant Media, Silver Reel Entertainment, BBC Films, British Film Institute, Embankment Films, and The Imaginarium Studios |
| 2018         | Adrift                   | Lakeshore Entertainment, Huayi Brothers, Ingenious Media, RVK Studios                                                          |
| 2019         | UglyDolls                | Alibaba Pictures, Reel FX Creative Studios, Huaxia Film Distribution, Original Force, Troublemaker Studios                     |
| 2019         | 21 Bridges               | MWM Studios, Huayi Brothers, AGBO Films, X-Ception Content                                                                     |
| 2019         | Playmobil-filmen         | Method Animation, ON Animation Studios, DMG Entertainment                                                                      |
| 2020         | The Gentlemen            | Miramax och Toff Guy Films |
| 2020         | Brahms: The Boy II       | Lakeshore Entertainment |
| 2020         | My Spy                   | MWM Studios |
| 2020         | The Rental               | Black Bear Pictures |
| 2020         | Den hemliga trädgården   | StudioCanal och Heyday Films                                                                                                   |
| 2021         | Horizon Line             | SF Studios |
| 2021         | Spencer                  | FilmNation Entertainment, Komplizen Film, Fabula och Shoebox Films                                                             |
| 2022         | A Man Called Otto        | Columbia Pictures, SF Studios, TSG Entertainment, Artistic Films, Playtone, 2DUX², Stage 6 Films, Big Indie                    |
| 2023         | The Covenant             | Toff Guy Films |
| 2024         | Firebrand                | Brouhaha Entertainment och Magnolia Mae Films                                                                                  |
| 2024         | My Spy: The Eternal City | MWM Studios, Dogbone Entertainment, Good Fear Content, Lupin Film, Madison Wells och NV Films                                  |